# Кони, кони
«Кони, кони» (англ. All the Pretty Horses) — роман американского автора Кормака Маккарти, изданный в 1992 году. Роман принёс автору большое внимание общественности, став бестселлером в США и завоевав Национальную книжную премию и Премию Национального круга книжных критиков. Является первой частью «Пограничной трилогии».

## Сюжет
В романе рассказывается о Джоне Грейди Коуле, шестнадцатилетнем ковбое, выросшем на ранчо своего деда в Сан-Анджело в Западном Техасе. История начинается в 1949 году, вскоре после смерти деда Джона Грейди, когда главный герой узнает, что ранчо будет продано. Столкнувшись с перспективой переезда в город, Грейди решает уйти и убеждает своего лучшего друга Лэйси Роулинса пойти вместе с ним. На лошадях они двигаются на юг, в Мексику, где надеются найти работу.
Незадолго до пересечения мексиканской границы они сталкиваются с молодым человеком по имени Джимми Блевинс, которому лет тринадцать на вид, хоть он и утверждает, что старше. По ходу повествования происхождение и подлинность его имени так и останется невыясненными. Блевинс предстаёт перед читателем на огромной гнедой и слишком хорошей для такого парня лошади. Тем не менее, Блевинс настаивает на том, что это его лошадь. Так они вместе едут на юг. Позже, во время грозы, Блевинс теряет свой пистолет и лошадь.
Блевинс убеждает Джона Грейди и Роулинса ехать в ближайший город, чтобы найти лошадь и пистолет. Они находят лошадь, и Блевинс силой забирает её обратно, что, естественно, не понравилось её новым владельцам. В результате погони Блевинс отделяется от Джона Грейди и Роулинса.
Джон Грейди и Роулинс едут дальше на юг. Они находят работу на большом ранчо — им предстояло следить за местными лошадьми. Здесь Джон Грейди знакомится с дочерью владельца ранчо, Алехандрой. Между ними возникает бурный роман.
Некоторое время спустя Джона Грейди и Роулинса арестовывают. Вначале владелец ранчо встаёт на их защиту, но когда ему становится известно о романе с Алехандрой, он передаёт их в руки властей. Позже выясняется, что Блевинс тоже пойман.
Блевинса расстреливают, а Джона Грейди и Роулинса помещают в мексиканскую тюрьму. Тюрьма становится для них настоящим испытанием, в ходе которого они едва не распрощались с жизнью. Тёте Алехандры удаётся выкупить их, но с тем условием, что её племянница Алехандра обязуются больше никогда не видеться с Джоном Грейди. Роулинс решает вернуться в Соединённые Штаты, а Джон Грейди пытается увидеть Алехандру снова. В конце концов, после короткой встречи, Алехандра решает, что она должна сдержать своё обещание и отказывается от предложения руки и сердца Джона Грейди. Главный герой на обратном пути в Техас похищает капитана, расстрелявшего Блевинса и посадившего Джона Грейди и Роулинса в тюрьму, под дулом пистолета заставляет его вернуть лошадей и ружья, после чего пускается в бега. Капитана, в качестве пленника, он передаёт мексиканцам. После этого Джон Грейди возвращается в Техас и пытается найти владельца лошади Блевинса, что ему сделать так и не удаётся.
В конце повествования Джон Грейди встречается с Роулинсом, отдаёт ему лошадь, а сам же пускается дальше в путь, навстречу приключениям.

## Экранизация
В 2000 году Билли Боб Торнтон снял по этой книге художественный фильм «Неукротимые сердца» с участием Мэтта Деймона и Пенелопы Крус.